# Българско училище за роден език
Българско училище за роден език (на унгарски: Bolgár Nyelvoktató Kisebbségi Iskola) е училище с изучаване на български език в град Будапеща, Унгария.
Създадено е през 2004 г. в рамките на образователната система на Унгария. В него се дават допълнителни знания по български език и народознание за деца в училищна възраст. Занятията се провеждат изцяло на български език. Финансира се от правителството на Унгария. Учебните занятия се провеждат в сградата на Българското републиканско самоуправление. Допълнителни занимания има в неделя за деца от 3 до 6-годишна възраст и курсове по български език за възрастни – платено обучение.